# SORRY MUSIC ENTERTAINMENT
『SORRY MUSIC ENTERTAINMENT』（ソーリー ミュージック エンタテインメント）は、米米CLUBの12枚目のアルバム。1995年11月23日リリース。発売元はSony Records（現ソニー・ミュージックレコーズ）。

## 解説
『K2C』『米米CLUB』は12cm+8cmであったため、米米CLUBとしては初の本格的な2枚組アルバム。同年の4月に発売されたシングル『ワンダブルSUNでぃ』を以ってギターのジョプリン得能（得能律郎）とドラムのRYO-J（坂口良治）の2人が脱退。
その後、シングル『JUST MY FRIEND』から今までメンバーとして表記されていた6人にプラスし、ホーンセクション「BIG HORNS BEE」の4人（河合わかば(河合伸哉)、ヒマラヤン下神(下神竜哉)、織田ノボッタ(織田浩司)、フッシー小林(小林太)）、ライブでのサポートメンバーであり「K2C COUSIN」として表記されていた3人（林部直樹、三沢またろう、菅木真智子）、そこにライブのみで出演していたダンサーのコータロー（竹下宏太郎）、新たに加わったシンジ（吉浦進次）の2人、新加入したキーボードのジュリアーノ勝又（勝又隆一）、ドラムのトシ（高畠俊男)を加え、総勢17人の巨大バンドになった。
その中で作られたこのアルバムは、過去に発売されたアルバム『米米CLUB』と同様、米米の本質的部分である「ソーリー系」の楽曲が2枚のディスクの中に37曲収録されている。そしてそれにちなみ、アルバム名も所属しているソニー・ミュージックエンタテインメントをもじった『SORRY MUSIC〜』というタイトルとなった。
ただ、アルバムの先行シングルとなった『ワンダブルSUNでぃ』然り、ここに収録されている楽曲の大半は大抵が得能、坂口両名が参加していた頃にライブやスタジオで収録されたものであり、先程上記で述べた新メンバー（特に吉浦など）はほぼ参加していない。
また、収録楽曲のほとんどが、全国各地の地元企業のCMソングに起用されており、この時期は各地元企業のローカルCMで、このアルバムに収録のいろいろな彼らの楽曲が流されていた（米米CLUB#タイアップ一覧の項も参照）。
歌詞ブックレット巻末には、匿名者によるライナーノーツ「SORRY MUSIC ENTERTAINMENTの解説」が収録されている。これは同じ「ソーリー曲の集大成」だった『米米CLUB』と同様の特典であり、各楽曲のソーリー度数を表示している。
初回限定版はBOXケース仕様、「運コイン（うんこいん）」付き。そのデザインは、カールスモーキー石井が和式便器にウンコをインしている（=ウンコ・イン）というもの。

## 収録曲
全作詞・作曲・編曲：米米CLUB

### Disc1
1. I'm Sorry
SORRY度数：※※※
アルバム発売日に合わせた「SORRY MUSIC宣言」が高らかに謳い上げられている。「とりあえず謝れば何をしてもいい」という「ソーリー曲」のコンセプトを明確に示している。
2. ボッサボサノバ
SORRY度数：※※※
ライナーノーツで指摘されている通り、ボサノバとは全く関係がない楽曲。
3. 男同士 -POSTホモ伝説-
SORRY度数：※※
米米解散後、石井竜也のソロライブ『DRAGASIA』（2000年　DVD化）でコータローとのデュエットが披露された。歌詞は任侠映画のパロディで、石井が鶴田浩二、コータローが菅原文太の物まねをしている。
4. VIVAみたいなもの
SORRY度数：※※
ライブテイクとスタジオテイクを合成した楽曲。この楽曲に限らないが、歌詞は何もかもが意味不明。
5. ワンダブルSUNでぃ
SORRY度数：：※※
先行シングル。ジョプリンとRYO-Jが参加した最後の作品。
6. サマーラブストーリー
SORRY度数：※※※
全くテンションの異なる2曲を強引に合成した楽曲。1995年のファンイベント『CCC大集会 〜サンタがSORRYにのってやってくる！〜』（DVD-BOX『米盛II』収録）では冬に歌われたため『ウィンターラブストーリー』というアレンジ版が披露された。
7. 0721
SORRY度数：※
爽やかなメロディーに乗せた下品極まりない歌詞で、「0721」は「オナニー」のこと。
8. THE HAIR
SORRY度数：※※
当時一世を風靡したヘアヌードブームに対する、彼らからのメッセージソング。不動産情報誌のCMソングに起用され、「HAIR」と「部屋」を掛けたジョークとなった。
9. 日本の夏
SORRY度数：※※※
完全なライブテイク。コントと曲が一体となった、米米らしい作品。
10. DEEP IN YOUR NICE BODY
SORRY度数：※
シティ・ポップ調の洗練されたサウンドに反して歌詞は性行為について詳細に歌った放送コードすれすれの下品な内容。そのためか歌詞カードは全てアルファベットで記載されており、さらに日本語なのに英語っぽく歌って誤魔化している。
11. いただきました
SORRY度数：※※※
石井の歌の合間に、ミナコ（金子美奈子）の威勢のいいタンカが混じる。商売人による、クレーマー撃退の楽曲。
12. 虫の息
SORRY度数：※※※※
歌詞の中に「母に捧げるバラード」（海援隊）、「傘がない」（井上陽水）、「22才の別れ」（風）など、フォークソングのパロディが盛り込まれた楽曲。
13. 露骨にルンバ
SORRY度数：※※※
タイトルにはルンバと入っているが、「特に関係はない」とされている。本楽曲の演奏時は、石井が「やよい18歳」なる巨大コケシ（1995年のライブツアー『OPERA BLUE』では「やよい16歳」なる白いオブジェクト）を抱えながら歌う。
この年の『ミュージックステーションスーパーライブ』では、『JUST MY FRIEND』を途中で中断して突如本曲に切り替えたことがある。
14. ポンコツ君とガラクタ君
SORRY度数：※※
徹底的に不運な男の歌。米米解散後、石井竜也のソロライブ『サアカス少年團』（1998年　DVD化）で披露された（コータローもバックで踊っている）
15. アンジュール
SORRY度数：※※※
ライブテイク。ライナーノーツによるとサンスクリット語らしい、全く意味不明な歌詞（ただし何故か東八郎が出てくる）をフラッシュ金子（金子隆博）が通訳してくれる、親切な楽曲。
16. サンサルバドルの雪
SORRY度数：0
インスト楽曲。このアルバムの中で唯一SORRY度数が0のまともな楽曲。ただしサンサルバドルは熱帯なので、まず雪は降らない。次の曲によると、この楽曲を演奏しているのは「ファルスーレ・シンフォニー楽団」だそうである。
17. 世界ミュージックアラモード
SORRY度数：※※※※
前曲と後曲をつなぐMC。この3曲はタイトル名の音楽番組で披露されているらしい。この曲によると、次の曲はヨーロッパのどこかにあるらしい西ファロレモンド出身の、世界的オペラ歌手マドレーヌ・フォン・スクヴァビッチさんによる歌唱である。
18. タトゥーレ
SORRY度数：※※※※※
西ファロレモンドのカタルロマージュ地方に伝わる、出産を祝う歌[1]だそうである。ソーリー度が頂点に達した、DISC-1を締めくくる楽曲。

### Disc2
1. 伴天連の人魚
SORRY度数：※※※※※
冒頭はメンバーの雑談が収録されており、金子の「もうテープ回ってるよ」の一声で急遽演奏が始まる。DISC-2は幕開けから、いきなりソーリー度が最高峰に到達している。
2. スカンジナビアで逢いませう
SORRY度数：※※※
スカンジナビア、コペンハーゲン、マダガスカル、カムチャッカ、ブダペスト、長万部といった実在の地名が多数登場するが、それらの関連が全くもって意味不明な楽曲。
3. 金・金・金
SORRY度数：※※
拝金主義を批判する、硬派なメッセージソング。毛髪クリニックリーブ21のCMソングに起用されながら、歌詞で「ナイナイ」を連発する危険な楽曲。
4. てんぱってんだよ
SORRY度数：※※
コーラスのマチコ（菅木真智子） との掛け合いで、身も蓋もない男の本能を歌っている。
5. プロは大変だ
SORRY度数：※※※
プロの大変さを伝えるべく、緊張感あふれる一発録りで収録されている。石井と各楽器メンバーの掛け合いに加え、「あ、間違えた」というプロらしからぬ音声が混じっている。
6. プヨプヨ
SORRY度数：※※※
メインボーカルはジェームス小野田。楽曲は突然の「あーっ!」という叫び声で終了するが、何が起きたのかはよく分からない。
7. 鶴のしかえし
SORRY度数：※※※
「鶴の恩返し」をパロディ化した、ストーリー性のある楽曲。ジェームス小野田とコータローの掛け合いで、童話には見られないブラックな展開となっている。
8. オーチャンガ
SORRY度数：※※
唐沢寿明が出演したポッカコーポレーション（現：ポッカサッポロフード&ビバレッジ）の缶入り緑茶「はいお茶 涼水仕立て」CMソング。「お茶」と「オーチャン」を掛けているが、「オーチャン」が何をしたのかはよく分からない。
9. パパは893
SORRY度数：※※※
DISC-1「0721」に続く、数字の暗号ソング。ライブテイクで石井が放送禁止用語を口走ったためか、修正音が入っている。
10. ヤスちゃん
SORRY度数：※※※
「SHARISHARISM DECADENCE 疑惑の多様ショー 素直なパパ編」からのライブテイク。沖縄民謡風のジェームス小野田のテーマソング。
11. でましたプルルンじーさん
SORRY度数：※※
高齢者の性生活を歌った、現代社会を予見した楽曲。何が出たのかはよく分からないが、パチンコパーラーのCMソングだった。
12. VIVA PEPE
SORRY度数：※※※
ライブテイク。ライナーノーツにすら「よくわからない」と書かれているほど、意味不明な楽曲。シックの "Le Freak"（日本語曲名：「おしゃれフリーク」）を彷彿とさせるディスコ調の曲。
13. アバンギャルド
SORRY度数：※※※
アマチュア時代のテイクで、このアルバムでは最も古い音源。『愛の歯ブラシセット』（『米米CLUB』収録）と並ぶ、石井と小野田のデュエットソング。文化学院出身である2人の芸術志向を物語る、アバンギャルドな実在のアーティストが登場して一般人との優位性を誇っているが、最後は最もミーハーなアーティストでオチがつく。
14. マンボ踊り
SORRY度数：※※
ライブテイク。当然のごとく、マンボとは関係がない。
15. DRY MAN
SORRY度数：※※※
昼間からブラブラしている、クリーニング屋の息子の歌。何故か知らないが、彼は世間に対して不満を抱いている。いわゆるニートを描いた、時代に先駆けた作品かもしれない。
16. MY GIRL 第3章
SORRY度数：※※※※
前曲の続き。「第3章」とあるが、第1章も第2章も存在しない。またライナーノーツによると、歌詞の全ては主人公の妄想だそうである。ナカイ工務店CMソングに起用。しかし、クレジットは「MY GIRL 第1章」となっている。
17. ハードでゆこう
SORRY度数：※※※※※※
ライナーノーツに唯一、解説を拒否された楽曲。ひょっとするとDRY MANがいよいよ立ち上がる歌、かもしれない。アルバム内で最もSORRY度数が高い。
18. 芸術家
SORRY度数：※※※※※
いかにもありそうで完全にデタラメな、シュールレアリズムの散文詩が2編、収録されている。
19. コロンビアのお花畑
SORRY度数：※
1994年のライブツアー「SHARISHARISM IOTA」で披露された、円盤が宇宙へ還る時の楽曲。コロンビアといえばかつては麻薬の巨大生産地で、ケシなどは美しい花を咲かせることで知られている。